# Almaty Open 2024
Almaty Open 2024 byl tenisový turnaj na mužském profesionálním okruhu ATP Tour, hraný na tvrdých dvorcích Almaty Arény. Pátý ročník Almaty Open probíhal mezi 14. a 20. říjnem 2024 v kazachstánském Almaty, do něhož se turnaj přestěhoval z Astany.
Turnaj dotovaný 1 117 465 dolary patřil do kategorie ATP Tour 250. Nejvýše nasazeným singlistou se stal patnáctý tenista světa Frances Tiafoe ze Spojených států, kterého ve čtvrtfnále vyřadil Aleksandar Vukic. Jako poslední přímý účastník do dvouhry nastoupil finský 110. hráč žebříčku Otto Virtanen. V důsledku invaze Ruska na Ukrajinu na konci února 2022 řídící organizace tenisu ATP, WTA a ITF s grandslamy rozhodly, že ruští a běloruští tenisté mohli dále na okruzích startovat, ale do odvolání nikoli pod vlajkami Ruska a Běloruska.
Sedmý singlový titul na okruhu ATP Tour vybojoval 28letý Karen Chačanov. Čtyřhru ovládli Indové Rithvik Čoudary Bollipalli s Ardžunem Kadhem. Premiérové finále na túře ATP, v němž odvrátili pět mečbolů, proměnili v debutové tituly.

## Rozdělení bodů a finančních odměn

### Rozdělení bodů
| Soutěž  | Soutěž      | vítězové | finalisté | semifinalisté | čtvrtfinalisté | 16 v kole | 28 v kole | Q  | Q2 | Q1 |
| ------- | ----------- | -------- | --------- | ------------- | -------------- | --------- | --------- | -- | -- | -- |
| dvouhra | [ 2 ] [ 6 ] | 250      | 165       | 100           | 50             | 25        | 0         | 13 | 7  | 0  |
| čtyřhra | [ 7 ]       | 250      | 150       | 90            | 45             | 0         | —         | —  | —  | —  |

Vysvětlivky
1. ↑  Nasazení s volným losem do druhého kola neobdrželi v případě prohry žádné body.'"`UNIQ--ref-00000017-QINU`"'

### Finanční odměny
| Soutěž                                | Soutěž      | vítězové  | finalisté | semifinalisté | čtvrtfinalisté | 16 v kole | 28 v kole | Q2      | Q1      |
| ------------------------------------- | ----------- | --------- | --------- | ------------- | -------------- | --------- | --------- | ------- | ------- |
| dvouhra                               | [ 2 ] [ 6 ] | 157 695 $ | 91 985 $  | 54 075 $      | 31 335 $       | 18 195 $  | 11 120 $  | 5 560 $ | 3 030 $ |
| čtyřhra                               | [ 7 ]       | 54 780 $  | 29 310 $  | 17 180 $      | 9 600 $        | 5 660     | —         | —       | —       |
| částky ve čtyřhře jsou uvedeny na pár |             |           |           |               |                |           |           |         |         |

## Dvouhra

### Nasazení
| Stát                         | Hráč                | ATP | Nasazení |
| ---------------------------- | ------------------- | --- | -------- |
| USA                          | Frances Tiafoe      | 17. | 1.       |
| Chile                        | Alejandro Tabilo    | 23. | 2.       |
|                              | Karen Chačanov      | 25. | 3.       |
| Argentina                    | Francisco Cerúndolo | 31. | 4.       |
| Česko                        | Tomáš Macháč        | 33. | 5.       |
| Čína                         | Čang Č’-čen         | 41. | 6.       |
| Maďarsko                     | Fábián Marozsán     | 48. | 7.       |
| Francie                      | Adrian Mannarino    | 53. | 8.       |
| Žebříček ATP k 30. září 2024 |                     |     |          |

### Jiné formy účasti na turnaji
Následující hráči obdrželi divokou kartu do dvouhry:
- Justin Engel
- Timofej Skatov
- Bejbit Žukajev

Následující hráč nastoupil do dvouhry jako dodatečně přihlášený:
- Francisco Cerúndolo

Následující hráč nastoupil díky programu Next Gen pro hráče do 20 let jako člen Top 250: 
- Coleman Wong

Následující hráči postoupili z kvalifikace:
- Dan Evans
- Benjamin Hassan
- Aslan Karacev
- Michail Kukuškin

### Odhlášení
před začátkem turnaje
- Alexandr Bublik → nahradil jej  Aleksandar Vukic
- Flavio Cobolli → nahradil jej  Otto Virtanen
- Arthur Fils → nahradil jej  Taró Daniel
- Sebastian Korda → nahradil jej  Maximilian Marterer

## Čtyřhra

### Nasazení
| Stát                                                                     | Hráč              | Stát    | Hráč            | ATP  | Nasazení |
| ------------------------------------------------------------------------ | ----------------- | ------- | --------------- | ---- | -------- |
| USA                                                                      | Nathaniel Lammons | USA     | Jackson Withrow | 40.  | 1.       |
| Francie                                                                  | Sadio Doumbia     | Francie | Fabien Reboul   | 57.  | 2.       |
| Indie                                                                    | Juki Bhambri      | Francie | Albano Olivetti | 87.  | 3.       |
| Argentina                                                                | Guido Andreozzi   | Indie   | Sriram Baladži  | 113. | 4.       |
| Žebříček ATP k 30. září 2024; číslo je součtem postavení obou členů páru |                   |         |                 |      |          |

### Jiné formy účasti
Následující páry obdržely divokou kartu do hlavní soutěže:
- Alexandr Ševčenko /  Timofej Skatov
- Denis Jevsejev /  Bejbit Žukajev

Následující pár nastoupil z pozice náhradníka:
- Alibek Kačmazov /  Benjamin Lock

### Odhlášení
před začátkem turnaje
- Pu Jün-čchao-kche-tche /  Ceng Čchun-sin → nahradili je   Alibek Kačmazov /  Benjamin Lock

## Přehled finále

### Mužská dvouhra
- Karen Chačanov vs.  Gabriel Diallo, 6–2, 5–7, 6–3

### Mužská čtyřhra
- Rithvik Čoudary Bollipalli /  Ardžun Kadhe vs.  Nicolás Barrientos /  Skander Mansouri, 3–6, 7–6(7–3), [14–12]